# Skövde KIK
Skövde KIK är en fotbollsklubb för damer i Skövde, grundad 2004.
2015 kom laget på andra plats i SM i Futsal 